# Team Wellington Football Club
O Team Wellington Football Club, ou simplesmente Team Wellington, foi um clube de futebol da Nova Zelândia, localizado na cidade de Wellington. Disputava o Campeonato Neozelandês de Futebol, equivalente a primeira divisão nacional até o ano de 2021. Foi um dos clubes mais bem sucedidos da Nova Zelândia, tende sido três vezes campeão nacional e uma vez da Liga dos Campeões da OFC. Mandava seus jogos no estádio David Farrington Park.

## História
Fundado em novembro de 2003 por um consórcio de clubes na cidade de Wellington, os TeeDubs possuiam como cores o amarelo e o preto.
Em sua primeira participação no Campeonato Neozelandês, na temporada 2004/05, ficou apenas na sexta colocação. Na temporada seguinte, o clube evoluiu e chegou na quarta colocação.
Na temporada 2007/08, o Team Wellington começou o campeonato com uma sequência de cinco vitórias - um recorde para a competição até então. A sequência de vitórias chegou ao fim com um empate em 1 à 1 com o Auckland City, no dia 15 de dezembro.
Ao final da primeira fase, o Tean Wellington terminou em terceiro lugar, se classificando para a fase final, onde enfrentaram  novamente o Auckland City. Acabaram vencendo o jogo, na prorrogação, por 4 à 3. Na final, porém, foram derrotados pelo Waitakere United por 2 à 0.
Na temporada 2014/15 chegaram em sua primeira final continental, onde acabaram sendo superados, nos pênaltis, pelo Auckland  City, após empate em 1 à 1.
Em 2016, o Team Wellington conquistou seu primeiro título nacional, após vencer o Auckland City na final por 4 à 2.
Na temporada seguinte, se tornaram bi campeões nacionais, ao baterem novamente o Auckland City na final, dessa vez por 2 à 1. Na semi-final eliminaram o Waitakere United nos pênaltis, após um empate em 6 à 6.
Em 2018 chegaram novamente na final da Liga dos Campeões da OFC. Passando pelo Auckland na semi-final, em um jogo muito controverso, pois o árbitro deu 8 minutos de acréscimo ao final do jogo. Esses 8 minutos se transformaram em 12 minutos (o tempo total de jogo foi de 101 minutos), o que causou muita irritação de ambos os lados antes do árbitro apitar o final do jogo.
Na final venceram o Lautoka FC do Fiji, e além do título, garantiram vaga no Mundial de Clubes da FIFA de 2018.
No Mundial de 2018, ficaram na sétima colocação, após empatar em 3 à 3 e perder nos pênaltis por 4 à 3 para o Al-Ain dos Emirados Árabes Unidos.

## Títulos
| Continentais  | Continentais                      | Continentais | Continentais            |
|               | Competição                        | Títulos      | Temporadas              |
| ------------- | --------------------------------- | ------------ | ----------------------- |
|               | Liga dos Campeões da OFC          | 1            | 2018                    |
| Nacionais     |                                   |              |                         |
|               | Competição                        | Continentais | Temporadas              |
| Nova Zelândia | Campeonato Neozelandês de Futebol | 3            | 2015-16, 2016-17 e 2021 |
| Nova Zelândia | ASB Charity Cup                   | 2            | 2014 e 2017             |

## Campanhas de destaque

### Internacionais
- Copa do Mundo de Clubes da FIFA: 7º lugar (2018)

### Nacionais
- Vice-Campeonato Neozelandês (Temporada Regular): 2013-14, 2014-15, 2016-17, 2017-18

- Vice-Campeonato Neozelandês (Grande Final): 2007-08, 2011-12, 2013-14, 2017-18, 2018-19

## Desempenho
| Temporada | Equipes | Classificação na Primeira Fase | Fase Final                   | Classificação Final |
| --------- | ------- | ------------------------------ | ---------------------------- | ------------------- |
| 2004–05   | 8       | 6º                             | Não se classificou           | -                   |
| 2005–06   | 8       | 4º                             | Qualificado para os Playoffs | 3º                  |
| 2006–07   | 8       | 5º                             | Não se classificou           | -                   |
| 2007–08   | 8       | 3º                             | Qualificado para os Playoffs | 2º                  |
| 2008–09   | 8       | 4º                             | Qualificado para os Playoffs | 4º                  |
| 2009–10   | 8       | 3º                             | Qualificado para os Playoffs | 3º                  |
| 2010–11   | 8       | 3º                             | Qualificado para os Playoffs | 4º                  |
| 2011–12   | 8       | 4º                             | Qualificado para os Playoffs | 2º                  |
| 2012–13   | 8       | 5º                             | Não se classificou           | -                   |
| 2013–14   | 8       | 2º                             | Qualificado para os Playoffs | 2º                  |
| 2014–15   | 9       | 2º                             | Qualificado para os Playoffs | 3º                  |
| 2015–16   | 8       | 3º                             | Qualificado para os Playoffs | 1º                  |
| 2016–17   | 10      | 2º                             | Qualificado para os Playoffs | 1º                  |
| 2017–18   | 10      | 2º                             | Qualificado para os Playoffs | 2º                  |
| 2018–19   | 10      | 4º                             | Qualificado para os Playoffs | 2º                  |

## Treinadores
- Mick Waitt (2006–2007)
- Stu Jacobs (2007–2011)
- Matt Calcott (2011–2016)
- Jose Manuel Figueira (2016–2019)
- Scott Hales (2019–2021)